# Reesdorf (Holstein)
Reesdorf er en by og kommune i det nordlige Tyskland, beliggende i Amt Bordesholm i den sydøstlige del af Kreis Rendsborg-Egernførde. Kreis Rendsborg-Egernførde ligger i den centrale del af delstaten Slesvig-Holsten.

## Geografi
Reesdorf er beliggende omkring 11 kilometer nord for Neumünster og 15 kilometer syd for Kiel mellem Bundesautobahn 215 og Bundesstraße 404.
I Reesdorf går en bro over Ejderen, udformet i granit fra 1803.
Vandreruten Eidertalwanderweg løber i Reesdorf gennem et beskyttet landskab (Landschaftsschutzgebiet) langs vådområder, der i dag er hjemsted for sjældent Heckkvæg og vildheste.